# Ōsumi (Kyoto)
Pour les articles homonymes, voir Ōsumi.
Ōsumi (大住村, Ōsumi-mura) est un ancien village de la préfecture de Kyoto, ayant existé jusqu'au 1er avril 1951, date de sa fusion avec le bourg de Tanabe et les villages de Fugenji, Kusaji et Miyamaki pour recréer le bourg de Tanabe. Il faisait partie du district de Tsuzuki.

## Toponymie
Le nom « Ōsumi » (大住) signifie « grand » (大) et « résider » (住), et fait référence à la seigneurie d'Ōsumi anciennement qui y était anciennement située, et qui a vraisemblablement été peuplée par des Hayato de la province d'Ōsumi.

## Géographie

### Topographie et hydrographie
Avant la fusion, Ōsumi occupait une superficie de 9,95 kilomètres carrés. Le village d'Ōsumi était bordé à l'ouest par le village de Matsui (fusionné à Ōsumi en 1889) et la rivière Kokuzōdani (虚空蔵谷川), au sud par le village de Takigi (fusionné à Tanabe en 1889), et à l'ouest par la rivière Kizu. La région était principalement composée de rizières dû à son faible relief. Au sud-ouest se trouve une exclave du village d'Uchigō composée des anciens villages d'Uchisato (内里村) et d'Iwata (岩田村).

### Villes limitrophes

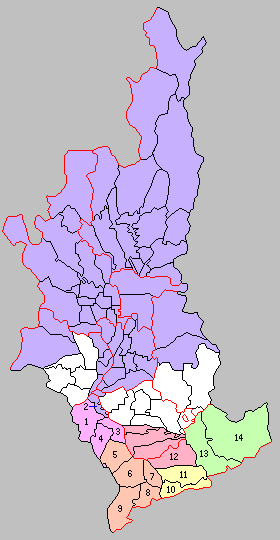
Localisation d'Ōsumi dans le sud de la préfecture de Kyoto (numéroté 5).

Entités territoriales limitrophes à la date de la fusion du 1er avril 1951,,. Au 1er juillet 1889, Ōsumi est entouré à partir du sud, dans le sens horaire, du village de Tanabe, du même district de Tsuzuki, des villages de Sugawara (ja) (菅原村) et de Himuro (ja) (氷室村), tous deux du district de Kitakawachi (ja) de la préfecture d'Osaka, des villages d'Uchigō (ja) (有智郷村) et de Tsuzuki (ja) (都々城村), tous deux du même district de Tsuzuki, et des villages de Terada (ja) (寺田村) et de Tonoshō (ja) (富野荘村), tous deux du district de Kuse,. Le 15 novembre 1940, Himuro et Sugawara fusionnent avec le village de Tsuda (ja) (津田村) pour former le bourg de Tsuda.

## Histoire
Durant l'Antiquité, la région des plaines de la Kizu est en proie à des inondations fréquentes. Durant la période Heian (794-1185), certains Hayato de la province d'Ōsumi, du clan Ōsumi no Atai (大隅直) s'y sont installés pour se rapprocher de la capitale Heian-kyō (actuelle Kyoto). Dans le Yamashiro no Kuni Hayato Keichō (山背国隼人計帳), écrit à la fin du VIIIe siècle, plusieurs personnes du nom d'Ōsumi y sont enregistrées. 
Durant l'époque d'Edo (1603-1868), Ōsumi est sous administration conjointe de prêtres bouddhistes de l'aristocratie, sous le système jisha-ryō (ja), et de Hatamoto, dans le domaine de Yodo. Il est alors composé des sept hameaux de Hatsukōji (八小路), Nishimura (西村), Higashimura (東村), Hayashi (林), Okamura (岡村), Sanno (三野) et Sekiya (関屋). Au début de l'ère Meiji en 1868, la portion du village administrée par les Hatamoto passe sous administration directe du domaine de Yodo. Le 29 août 1871, après l'abolition du système han et du système jisha-ryō, l'entièreté du village d'Ōsumi est intégré dans la nouvelle préfecture de Yodo. Le 25 décembre de la même année, la préfecture de Yodo devient la préfecture de Kyoto. Le 1er avril 1889, à l'adoption de la loi municipale moderne (ja), le village d'Ōsumi est recréé en étant fusionné à celui de Matsui (松井村),. Hikoshirō Nishimura (西村 彦四郎) en devient son premier maire. Le 1er avril 1951, Ōsumi est fusionné aux villages de Fugenji (普賢寺村), Kusaji (草内村) et Miyamaki (三山木村), ainsi que le bourg de Tanabe pour former le nouveau bourg de Tanabe,. Les premières collaborations entre les villages avaient déjà été entérinées en 1947, après l'ouverture d'un collège commun pour les cinq municipalités lors de l'adoption du système éducatif moderne, et des ententes pour la fusion commencent alors en 1949. Après la fusion avec Tanabe, les noms Ōsumi et Matsui sont retenus en tant que noms de secteurs.

## Éducation
On y trouve une école primaire, ouverte en 1873 sous le nom de l'école Shintoku (進徳校創立), puis renommée école primaire d'Ōsumi en 1889 lors de la fusion entre Ōsumi et Matsui,.

## Transports
Les gares d'Ōsumi (en) et de Matsuiyamate (en), sur la ligne Katamachi de la JR West, passe dans le village, mais n'avaient pas encore été ouverte au moment de la fusion avec Tanabe.
Les autoroutes Keinawa (en) et Shin-Meishin (ja) passent dans le territoire de l'ancien Ōsumi, mais n'avaient pas encore été ouvertes au moment de la fusion. À l'époque, une route d'importance préfectorale permettait de relier Tanabe à Yawata et passait par Ōsumi.

## Culture et patrimoine
On trouve une stèle commémorant l'ancienne salle de fêtes d'Ōsumi, maintenant déplacée près de l'école primaire.